# Björnö
Björnö is een plaats in de gemeente Växjö in het landschap Småland en de provincie Kronobergs län in Zweden. De plaats heeft 240 inwoners (2005) en een oppervlakte van 17 hectare.